# Cherimoya

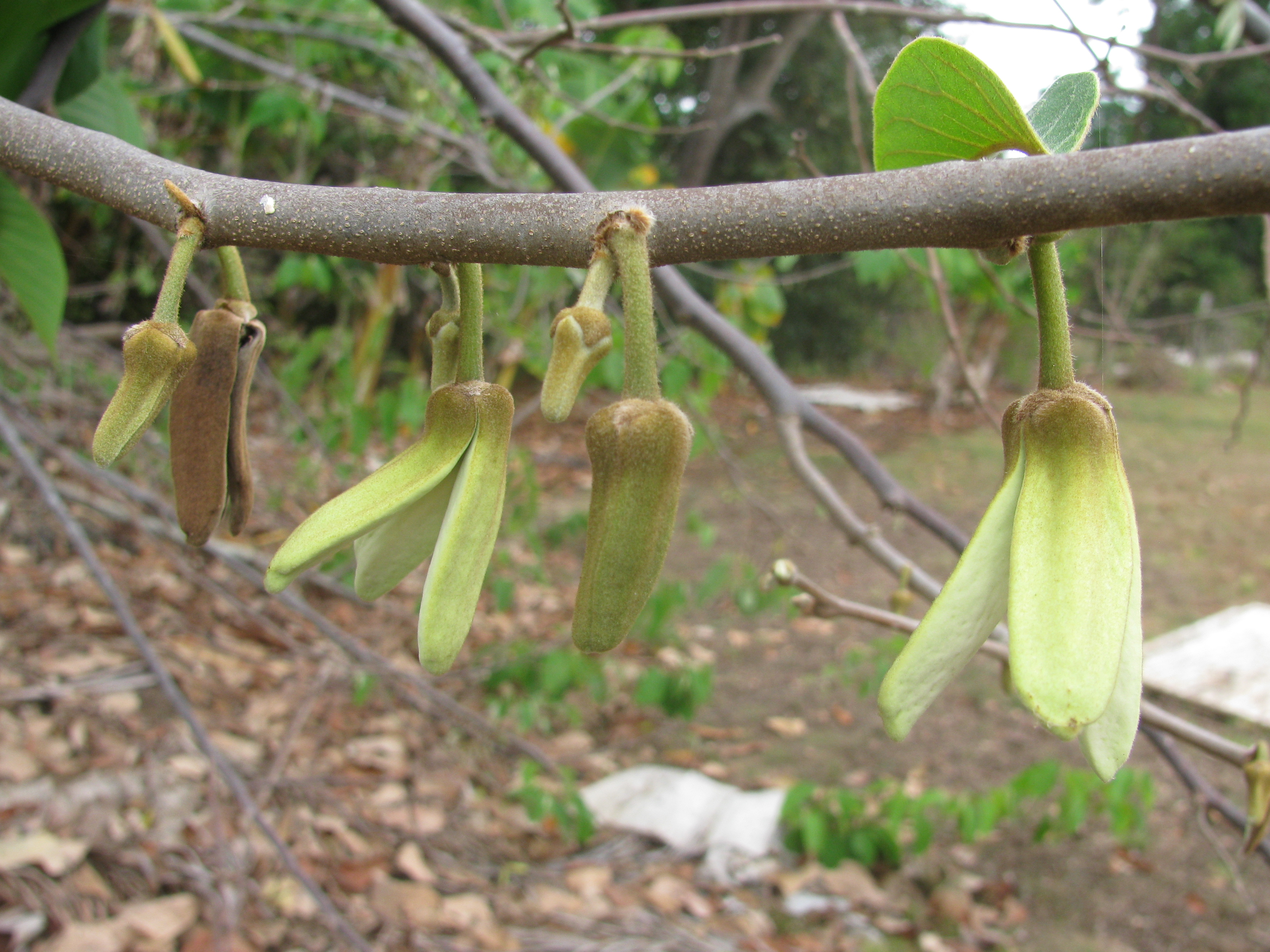
Blüten

Cherimoya (Annona cherimola) ist eine Pflanzenart innerhalb der Familie der Annonengewächse (Annonaceae). Ursprünglich aus Südamerika stammend, wird die Cherimoya als Obstbaum in den Subtropen und höheren Lagen der Tropen verbreitet angebaut.

## Beschreibung
Die Cherimoya wächst als kleiner, schnellwüchsiger, meist halbimmergrüner Baum oder Strauch, der Wuchshöhen von 5 bis 9 Meter erreicht. Die Krone ist ausgebreitet, die Äste verzweigen sich schon bald über dem Boden. Junge Zweige sind rötlich behaart.
Die ganzrandigen Laubblätter sind wechselständig und zweizeilig angeordnet. Der behaarte Blattstiel ist 6 bis 12  mm lang. Die unterseits hellere Blattspreite misst 7,5 bis 15  cm Länge und 3,8 bis 8,9 cm Breite, ihre Form ist eiförmig, elliptisch oder eiförmig-lanzettlich bis verkehrt-eiförmig, sie endet stumpf bis spitz. Auf der Oberseite ist das Blatt nur spärlich behaart, die Unterseite weist dagegen eine dichtere, samtige und bräunliche Behaarung auf. Die Blätter werden jährlich kurz vor der Blütezeit abgeworfen, neue treiben kurz danach aus.
Die zwittrigen, hängenden Blüten stehen einzeln, zu zweit oder zu dritt achsel- oder blattgegenständig bis ramiflor an den Zweigen. Die Blüten sind dichogam und  proterogyn. Der Blütenstiel ist kurz und behaart. Der samthaarige Kelch ist klein ausgebildet. Die drei äußeren, dicklichen Blütenblätter sind grünlich bis gelblich und fleischig sowie außen fein behaart, sie sind länglich geformt und bis 3 cm lang. Die innere Basis ist oft rötlich gefärbt. Die drei inneren Blütenblätter sind viel kleiner, schuppenartig und rosa, rötlich. Die Blüten duften. Es sind viele fleischige, spiralig angeordnete Staubblätter und viele, anfangs freie, oberständige, pyramidal angeordnete Stempel vorhanden.
Die Form der Sammelfrucht ist konisch oder herzförmig, sie ist 10 bis 20 cm lang und bis zu 10 cm breit. Meist liegt das Gewicht der Früchte bei 150 bis 500 g, es gibt aber Exemplare, die Früchte mit bis zu 2700 g hervorbringen. Die grünliche Schale der Frucht kann dünn oder dick sein, neben glatten Früchten gibt es auch solche mit konischen oder rundlichen Ausbuchtungen, Schuppen. Das süße Fruchtfleisch ist weiß und saftig, es besitzt einen aromatischen, leicht säuerlichen Geschmack, manchmal als Mischung aus Ananas, Mango und Erdbeere beschrieben. Die Frucht enthält zahlreiche flache, kürbiskernähnliche Samen, diese sind etwas glänzend und braun bis schwarz sowie 1 bis 2 cm groß.

## Botanische Geschichte
Die Cherimoya wurde erstmals von Philip Miller 1768 in seinem Gardeners Dictionary wissenschaftlich beschrieben. Der Name cherimola leitet sich von den spanischen Bezeichnungen „chirimoya“ oder „chirimoyo“ ab, die wiederum auf einen nicht näher bekannten Namen einer indigenen Sprache zurückzuführen sind. Eventuell kommt eine Herleitung vom peruanischen Quechua ćiri, „kalt“, und muyu, „Kreis, Rad“ in Frage, mit der Bedeutung „frische, runde Frucht“.

## Vorkommen

Ursprüngliches Verbreitungsgebiet

Die Cherimoya stammt wahrscheinlich aus den Anden Perus, Kolumbiens, Ecuadors und Boliviens. Als Obstbaum wurde sie schon früh auch außerhalb ihres natürlichen Areals gepflanzt und genutzt. 1629 wurde sie von Guatemala aus nach Mexiko eingeführt. Nach Spanien kamen erste Pflanzen 1757, nach Italien 1797. Der Anbau ist generell in subtropischen Gebieten sowie in Hochlagen der Tropen möglich. Im Verbreitungsgebiet der Cherimoya gibt es eine Trockenperiode, in dauerfeuchten Klimaten gedeihen die Bäume schlechter. Frost wird kaum vertragen – die Bäume überleben Temperaturen von −3 °C, bei noch niedrigeren Temperaturen kommt es zu Schäden oder zum Absterben.
Die Bewertung von 20 Standorten in der Provinz Loja, Ecuador, ergab bestimmte wachsende Präferenzen von wilder Cherimoya, einschließlich einer Höhe zwischen 1.500 und 2.000 Metern (4.900 bis 6.600 ft), einem optimalen jährlichen Temperaturbereich von 18 bis 20 °C jährlicher Niederschlag zwischen 800 und 1.000 Millimeter sowie Böden mit hohem Sandgehalt und leicht sauren Eigenschaften mit einem pH-Wert zwischen 5 und 6,5.

## Nutzung

### Anbau
Angebaut wird sie heute weltweit in allen Regionen mit geeignetem subtropischem Klima. So findet man Plantagen beispielsweise auf Madeira und in Israel. Sie wird teilweise aber auch in Spanien (z. B. Costa Tropical und Costa del Sol) angebaut, und in Italien in der Zone Reggio Calabria und Villa San Giovanni.
In Gebieten, in denen diese Art nicht heimisch ist, muss sie teilweise von Hand bestäubt werden. Dies ist darauf zurückzuführen, dass bei manchen Sorten der Blütenpollen erst einen Tag später reif wird, als die Blütennarben empfängnisbereit sind. Die Früchte reifen etwa fünf bis acht Monate nach der Bestäubung heran.
Die Früchte reifen nach der Ernte nach, sie zählen daher zu den klimakterischen Früchten. Bei einer Lagerung unter 10 °C verzögert sich das Nachreifen.

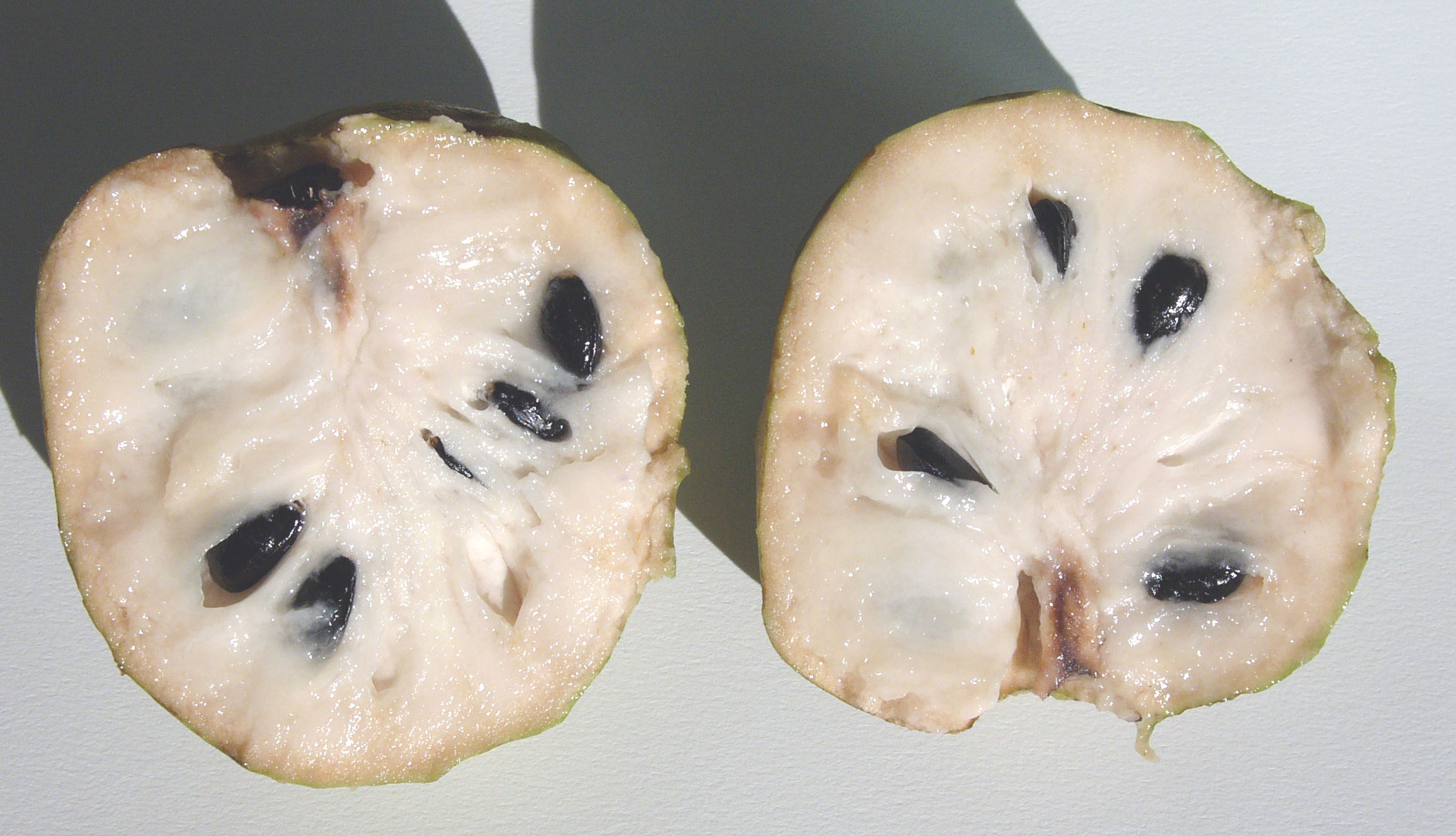
Geteilte Frucht
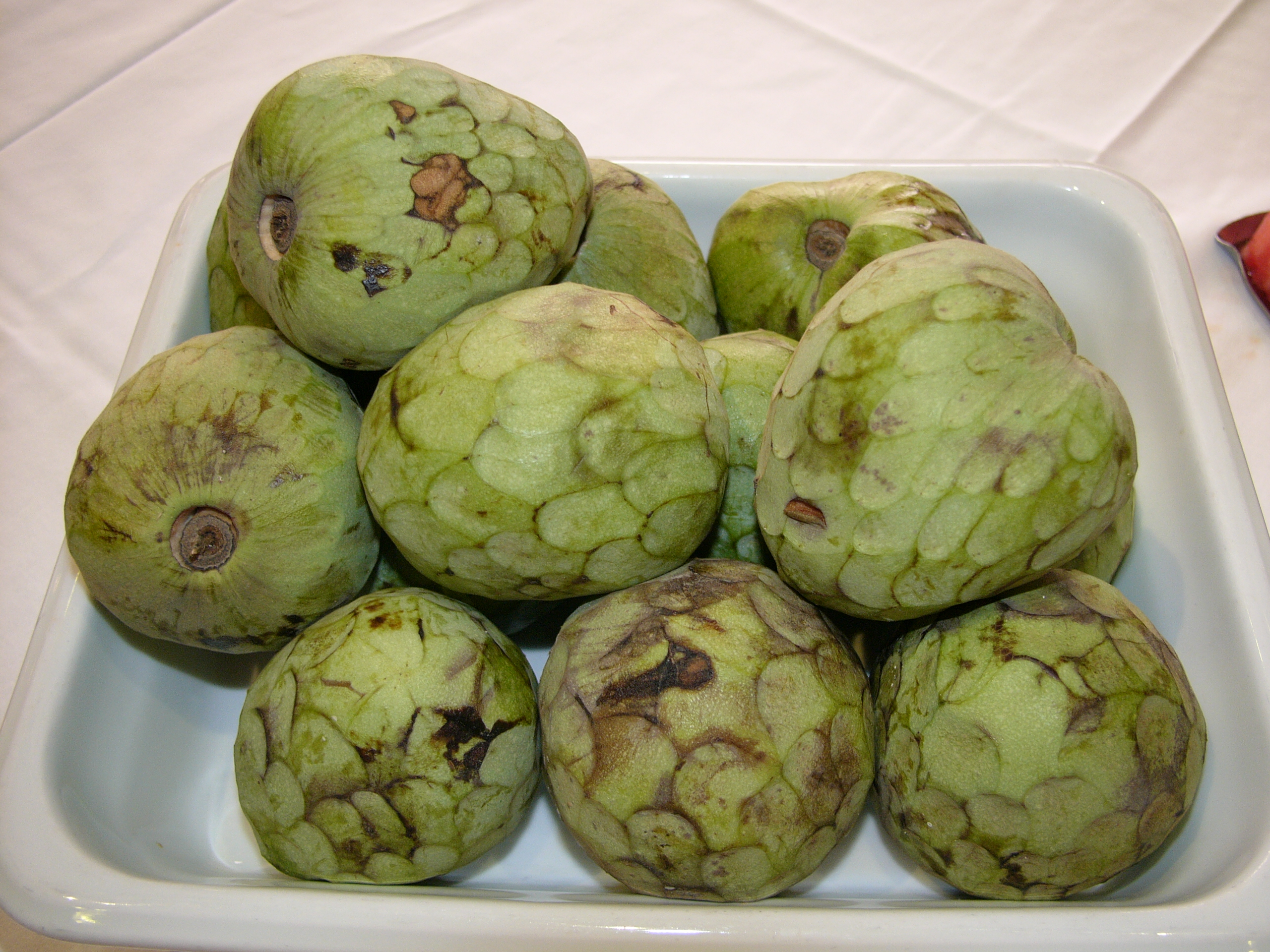
Reife Früchte
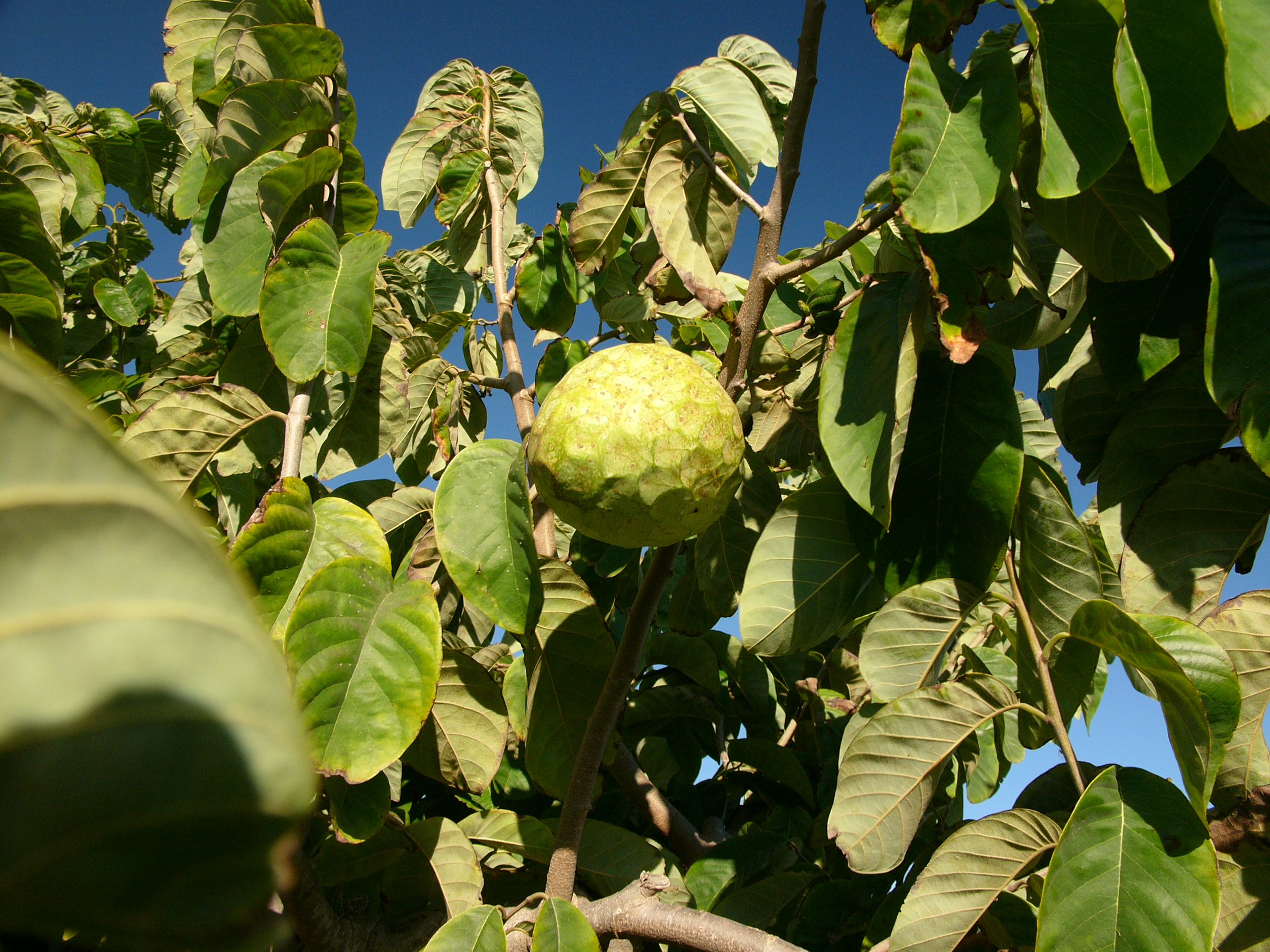
Frucht am Baum
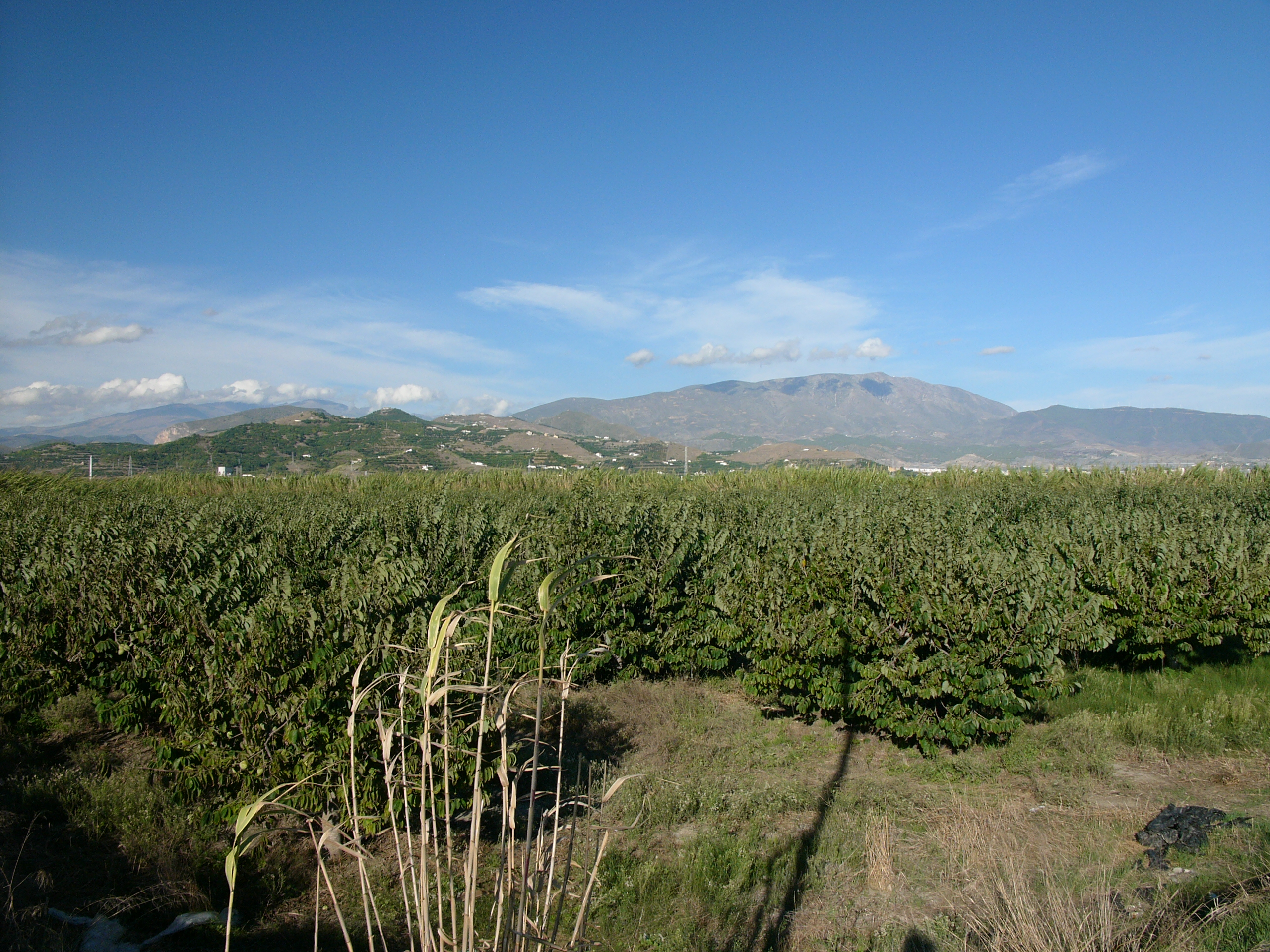
Plantage in Südandalusien
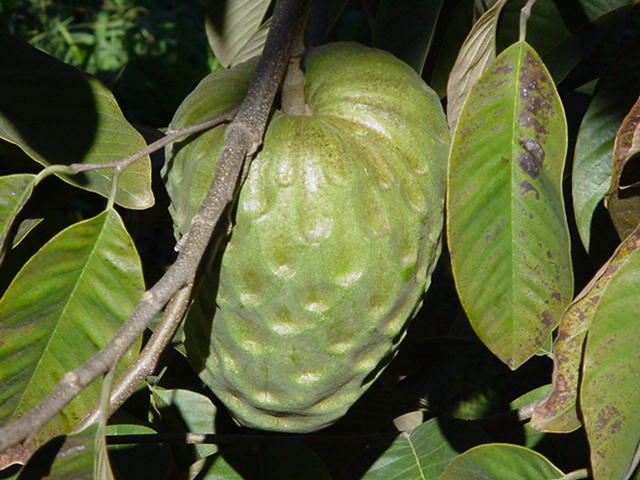
Cherimoya-Frucht in Brasilien angebaut

### Verwendung in der Küche
Die Cherimoya-Frucht wird roh als Obst verzehrt. Sie kann auch zu Saft oder Eis verarbeitet werden. Laut BBC ist sie eines der nahrhaftesten Lebensmittel überhaupt, nur übertroffen von Mandeln.
Nährwerte je 100 g Fruchtfleisch:
- Wasser 74,6–77,1  g
- Eiweiß 1,9  g
- Fett 0,1  g
- Kohlenhydrate 19,2  g
- Mineralien
  - Phosphor 30,2–37,0  mg
  - Calcium 21,7–32,0  mg
  - Eisen 0,80 mg
- Vitamine
  - Ascorbinsäure (C) 5,0–16,8  mg
  - Niacin (B3) 1,02  mg
  - Thiamin (B1) 0,10–0,117  mg
  - Riboflavin (B2) 0,112  mg

Die üblicherweise nicht mitverzehrten Samen enthalten 1–1,4  g/100  g des Sekundärstoffs β-Sitosterin.

### Verwendung als Heilmittel, Giftigkeit
Die Samen der Cherimoya enthalten verschiedene Alkaloide, der Verzehr führt zu Übelkeit und diversen Vergiftungserscheinungen. Die Samen werden als Insektizid und bei parasitären Hautkrankheiten sowie als starkes Brech- und Abführmittel genutzt.